# Socata

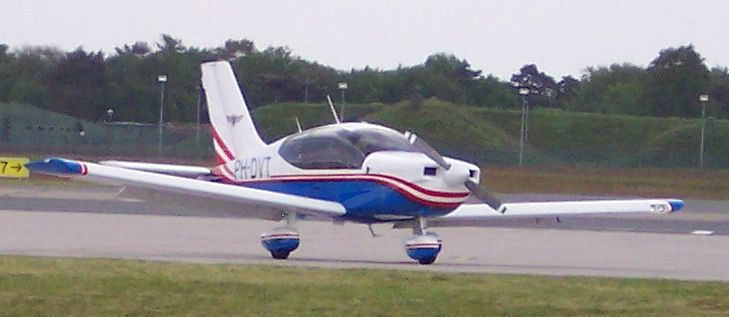
Socata TB-10 Tobago GT.

SOCATA fue un fabricante aéreo dedicado a la producción de aeronaves para la aviación general con motores de pistones o turbopropulsores, incluyendo aeronaves pequeñas personales, de entrenamiento o pequeños aviones corporativos. También producía estructuras para otros fabricantes como Airbus, Dassault, Embraer, Eurocopter y Lockheed Martin. La sede de la compañía estaba en Tarbes, Francia.

## Historia
En 1911 se funda la compañía fabricante de aviones Morane-Saulnier. En 1966 Morane-Saulnier cambió su nombre por SOCATA (abreviatura de Societe de Construction d'Avions de Tourisme et d'Affaires - Compañía para la construcción de aviones para turismo y negocios) al ser comprada por Sud Aviation para la fabricación de aviones de turismo. En el año 2000, SOCATA se convirtió totalmente en una subsidiaria de EADS.
El 27 de junio de 2008, EADS anunció su intención de vender un interés mayoritario en SOCATA al conglomerado industrial francés DAHER. El 3 de noviembre del mismo año, EADS y DAHER llegaron a un acuerdo por el cual DAHER se hace con el 70% de SOCATA y el 7 de enero del año siguiente (2009), DAHER confirma dicha adquisición, y se convierte en DAHER-SOCATA.
Finalmente, en marzo de 2015 la compañía cambió otra vez su denominación como DAHER a secas.

## Aviones

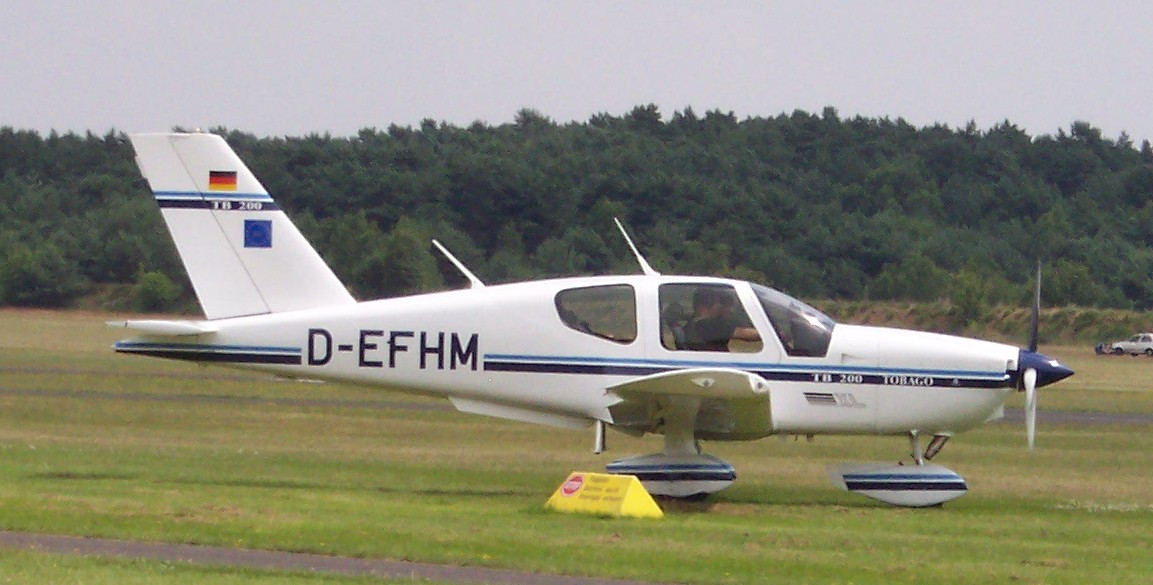
Socata TB-200 Tobago XL.

Aeronaves producidas en la actualidad (mayo de 2015) por DAHER
- TBM 900

Aeronaves producidas anteriormente
- Rallye
- ST 10 Diplomate
- TB 30 Epsilon
- TB 9 Tampico GT
- TB 10 Tobago GT
- TB 200 Tobago XL GT
- TB 20 Trinidad GT
- TB 21 Trinidad TC GT
- TBM 700
- TBM 850

Aeronaves que no entraron en fase de producción en serie
- TB 31 Omega
- TB 360 Tangara